# Admiraal de Ruijter (vonat)
Az Admiraal de Ruijter egy nemzetközi vonatjárat volt, amely Amszterdamot kötötte össze Londonnal.
A vonatot Michiel de Ruyter holland admirálisról nevezték el, ami azért is figyelemre méltó választás, mert De Ruyter volt az, aki évszázadokkal korábban megtámadta Nagy-Britanniát, és a Medwayen végrehajtott rajtaütés során számos brit hadihajót megsemmisített vagy lefoglalt.

## Története
Az Admiraal de Ruijter az 1987-es EuroCity hálózat egyik nappali járata volt. 1987-ben hajóvonatként közlekedett, az első részt Amszterdam és Hook of Holland között vonattal, a második részt Hook of Holland és Harwich között hajóval, az utolsó részt Harwich és London között pedig ismét vonattal tették meg az utasok.
A vonat nappali vonatként való besorolása a holland oldalról nézve a nappali hajózással volt összefüggésben, a nyugati irányú "éjszakai vonat" az EC Benjamin Britten, az éjszakai hajóval összekötő EC Benjamin Britten nappal is közlekedett. Nagy-Britanniában a keletre tartó Admiraal de Ruijter az éjszakai hajóval, a keletre tartó Benjamin Britten pedig a nappali hajóval volt összekötve.
Mindegyik vonat egy év szolgálat után elvesztette az EuroCity címkét, mert nem felelt meg az EuroCity szolgáltatási minőségre vonatkozó kritériumainak; néha más gördülőállományt használtak, és a fedélzeti ellátás kezdettől fogva minimális volt. Mindkét vonat azonban megmaradt a menetrendben, mint InterCity járat.

## Vonatösszeállítás
A Nederlandse Spoorwegen Amszterdam és Hook of Holland között három összekapcsolt Koplopert használt. A hajózást a Stoomvaart Maatschappij Zeeland (az MS Koningin Beatrix) vagy a Sealink (az MS St Nicholas) kompjai biztosították. A British Rail a Harwich-London szakaszon a BR 86 sorozatú mozdonyt és Mark 2-es sorozatú személyszállító kocsikat használt.